# Cagiva Navigator
La Cagiva Navigator è una motocicletta di tipo enduro che è stata presentata nel 2000 dalla casa varesina Cagiva.

## Descrizione
Si tratta dell'evoluzione della Cagiva Gran Canyon (che è a sua volta l'evoluzione della Cagiva Elefant) rispetto alla quale presenta un incremento di cilindrata nonché l'abbandono del motore Ducati sostituito da un motore giapponese (derivato dalla Suzuki TL1000S).
Enduro prettamente stradale con ruota anteriore da 18" pneumatici da asfalto e sospensioni rigide.
La moto uscì di produzione nel 2005.

## Caratteristiche tecniche
| Caratteristiche tecniche - Cagiva Navigator 1000        | Caratteristiche tecniche - Cagiva Navigator 1000                                          | Caratteristiche tecniche - Cagiva Navigator 1000                                          | Caratteristiche tecniche - Cagiva Navigator 1000 | Caratteristiche tecniche - Cagiva Navigator 1000 | Caratteristiche tecniche - Cagiva Navigator 1000 |
| ------------------------------------------------------- | ----------------------------------------------------------------------------------------- | ----------------------------------------------------------------------------------------- | --- | --- | --- |
|                                                         |                                                                                           |                                                                                           | | | |
| Dimensioni e pesi                                       |                                                                                           |                                                                                           | | | |
| Ingombri (lungh.×largh.×alt.)                           | 2168 × 790 × col cupolino 1280 mm                                                         | 2168 × 790 × col cupolino 1280 mm                                                         | 2168 × 790 × col cupolino 1280 mm | 2168 × 790 × col cupolino 1280 mm | 2168 × 790 × col cupolino 1280 mm |
| Altezze                                                 | Sella: 850 mm - Minima da terra: 180 mm                                                   | Sella: 850 mm - Minima da terra: 180 mm                                                   | Sella: 850 mm - Minima da terra: 180 mm | Sella: 850 mm - Minima da terra: 180 mm | Sella: 850 mm - Minima da terra: 180 mm |
| Interasse: 1530 mm                                      | Interasse: 1530 mm                                                                        | Massa a vuoto: 220 kg                                                                     | Massa a vuoto: 220 kg | Serbatoio: 20 litri totali (10 litri per ogni serbatoio) di cui 5 litri di riserva                                                                             | Serbatoio: 20 litri totali (10 litri per ogni serbatoio) di cui 5 litri di riserva                                                                             |
| Meccanica                                               |                                                                                           |                                                                                           | | | |
| Tipo motore: Suzuki TL Bicilindrico TSCC, a 4 tempi a V | Tipo motore: Suzuki TL Bicilindrico TSCC, a 4 tempi a V                                   | Tipo motore: Suzuki TL Bicilindrico TSCC, a 4 tempi a V                                   | Tipo motore: Suzuki TL Bicilindrico TSCC, a 4 tempi a V | Raffreddamento: a liquido | Raffreddamento: a liquido |
| Cilindrata                                              | 996 cm³ (Alesaggio 98,0 × Corsa 66,0 mm)                                                  | 996 cm³ (Alesaggio 98,0 × Corsa 66,0 mm)                                                  | 996 cm³ (Alesaggio 98,0 × Corsa 66,0 mm) | 996 cm³ (Alesaggio 98,0 × Corsa 66,0 mm) | 996 cm³ (Alesaggio 98,0 × Corsa 66,0 mm) |
| Distribuzione: DOHC a quattro valvole                   | Distribuzione: DOHC a quattro valvole                                                     | Distribuzione: DOHC a quattro valvole                                                     | Alimentazione: iniezione | Alimentazione: iniezione | Alimentazione: iniezione |
| Potenza: 96,7 cv a 8400 rpm                             | Potenza: 96,7 cv a 8400 rpm                                                               | Coppia:                                                                                   | Coppia: | Rapporto di compressione: 11,3:1 | Rapporto di compressione: 11,3:1 |
| Frizione: multidisco in bagno d'olio                    | Frizione: multidisco in bagno d'olio                                                      | Frizione: multidisco in bagno d'olio                                                      | Cambio: sequenziale a 6 rapporti (sempre in presa) 1°: 12/32 (2,666) 2°: 15/29 (1,933) 3°: 18/27 (1,500) 4°: 22/27 (1,227) 5°: 23/25 (1,086) 6°: 24/24 (1,000) | Cambio: sequenziale a 6 rapporti (sempre in presa) 1°: 12/32 (2,666) 2°: 15/29 (1,933) 3°: 18/27 (1,500) 4°: 22/27 (1,227) 5°: 23/25 (1,086) 6°: 24/24 (1,000) | Cambio: sequenziale a 6 rapporti (sempre in presa) 1°: 12/32 (2,666) 2°: 15/29 (1,933) 3°: 18/27 (1,500) 4°: 22/27 (1,227) 5°: 23/25 (1,086) 6°: 24/24 (1,000) |
| Accensione                                              | elettronica                                                                               | elettronica                                                                               | elettronica | elettronica | elettronica |
| Trasmissione                                            | primaria a ingranaggi 31/57 (1,838); secondaria a catena 16/41 (2,562)                    | primaria a ingranaggi 31/57 (1,838); secondaria a catena 16/41 (2,562)                    | primaria a ingranaggi 31/57 (1,838); secondaria a catena 16/41 (2,562)                                                                                         | primaria a ingranaggi 31/57 (1,838); secondaria a catena 16/41 (2,562)                                                                                         | primaria a ingranaggi 31/57 (1,838); secondaria a catena 16/41 (2,562)                                                                                         |
| Avviamento                                              | elettrico                                                                                 | elettrico                                                                                 | elettrico | elettrico | elettrico |
| Ciclistica                                              |                                                                                           |                                                                                           | | | |
| Telaio                                                  | trave acciaio tubolare                                                                    | trave acciaio tubolare                                                                    | trave acciaio tubolare | trave acciaio tubolare | trave acciaio tubolare |
| Sospensioni                                             | Anteriore: forcella teleidraulica Marzocchi Ø45mm. / Posteriore: monoammortizzatore Sachs | Anteriore: forcella teleidraulica Marzocchi Ø45mm. / Posteriore: monoammortizzatore Sachs | Anteriore: forcella teleidraulica Marzocchi Ø45mm. / Posteriore: monoammortizzatore Sachs                                                                      | Anteriore: forcella teleidraulica Marzocchi Ø45mm. / Posteriore: monoammortizzatore Sachs                                                                      | Anteriore: forcella teleidraulica Marzocchi Ø45mm. / Posteriore: monoammortizzatore Sachs                                                                      |
| Freni                                                   | Anteriore: doppio freno a disco da 296 mm / Posteriore: a disco da 240 mm                 | Anteriore: doppio freno a disco da 296 mm / Posteriore: a disco da 240 mm                 | Anteriore: doppio freno a disco da 296 mm / Posteriore: a disco da 240 mm                                                                                      | Anteriore: doppio freno a disco da 296 mm / Posteriore: a disco da 240 mm                                                                                      | Anteriore: doppio freno a disco da 296 mm / Posteriore: a disco da 240 mm                                                                                      |
| Pneumatici                                              | anteriore 110/80 18 - posteriore 150/70 17                                                | anteriore 110/80 18 - posteriore 150/70 17                                                | anteriore 110/80 18 - posteriore 150/70 17 | anteriore 110/80 18 - posteriore 150/70 17 | anteriore 110/80 18 - posteriore 150/70 17 |
| Prestazioni dichiarate                                  |                                                                                           |                                                                                           | | | |
| Velocità massima                                        | 215 km/h                                                                                  | 215 km/h                                                                                  | 215 km/h | 215 km/h | 215 km/h |
| Accelerazione                                           | 0-400mt.in 11,9 s                                                                         | 0-400mt.in 11,9 s                                                                         | 0-400mt.in 11,9 s | 0-400mt.in 11,9 s | 0-400mt.in 11,9 s |
| Consumo                                                 | medio 16km/l.                                                                             | medio 16km/l.                                                                             | medio 16km/l. | medio 16km/l. | medio 16km/l. |
| Fonte dei dati:                                         |                                                                                           |                                                                                           | | | |